# America's Cup 1992
America's Cup 1992 avgjordes i San Diego i USA. Försvarare av pokalen var San Diego Yacht Club. Tävlingen seglades med IACC-båtarna för första gången. Ett svenskt syndikat deltog, Tre Kronor.
America 3 vinner med 4-1 mot Il Moro di Venezia.

## Deltagare

### Försvarare
- America 3 (San Diego Yacht Club, USA)

### Utmanare
- Challenge Australia
- Desafio Español
- Il Moro di Venezia (Compagnia della Vella, Italien)
- Le Défi Français
- Nya Zeeland Challenge
- Nippon Challenge
- Spirit of Australia
- Stars & Stripes
- Tre Kronor

### Nedlagda projekt
- Age of Russia
- Slovenian Challenge